# Lubomyr Melnyk

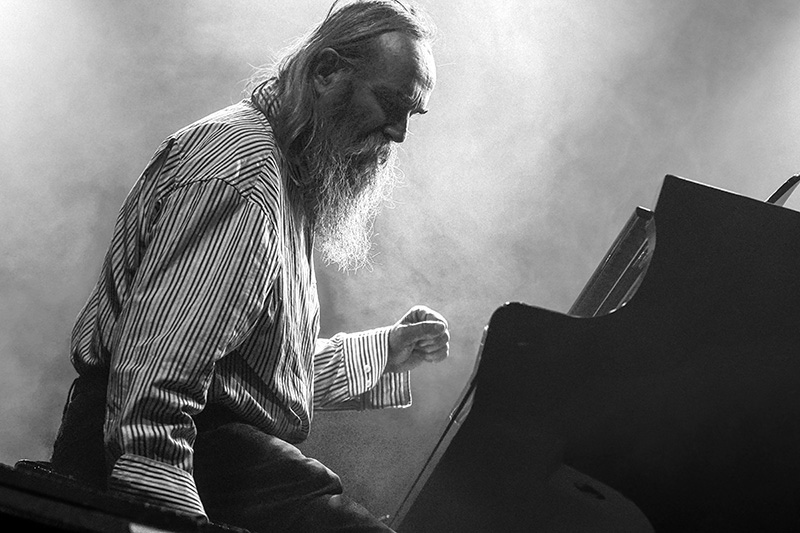
Lubomyr Melnyk beim Aarhus Festival, Dänemark 2018

Lubomyr Melnyk (ukrainisch Любомир Мельник: * 22. Dezember 1948 in München) ist ein ukrainisch-kanadischer Komponist und Pianist.

## Leben
Melnyk kam in einem Flüchtlingslager in München zur Welt, wohin seine Eltern aus der Ukraine geflohen waren. 1950 übersiedelte er mit seiner Familie nach Winnipeg in Kanada, wo er bis 1969 lebte. Er erwarb am dortigen St. Paul’s College einen Abschluss in Latein und Philosophie und besuchte 1969/70 an der Queen’s University in Kingston, Ontario, einen Aufbaukurs in Philosophie. 1973 bis 1975 war er in Paris als Pianist und Komponist für Tanztheatergruppen tätig, hauptsächlich in Zusammenarbeit mit Carolyn Carlson an der Pariser Oper. Anschließend kehrte er nach Kanada zurück. Heute lebt er in Schweden.

## Werk
Melnyk hat über 120 Werke geschaffen, vor allem für Klavier solo, aber auch für Klavier und Ensemble. Er bezeichnet seine Musik als „Continuous Music“ und schrieb darüber auch verschiedene Abhandlungen.
Seine Kompositionen, die Einflüsse von spätromantischer Musik, Minimal Music, Neoklassik und Jazz verarbeiten, betreten in vieler Hinsicht Neuland. Bereits 1978 zählte das New Yorker Stadtmagazin Village Voice Melnyks Album KMH zu den „10 albums you can’t live without“. In Europa wurde er erst später bekannt. Seit 2016 ist er bei Sony unter Vertrag.

## Diskografie (Auswahl)
- KMH: Piano Music in the Continuous Mode (1979)
- The Lund – St. Petri Symphony (1983)
- Concert-Requiem (1983)
- Poslaniye (1983)
- The Stone Knight (1983)
- The Song of Galadriel (1985)
- Remnants of Man / The Fountain (1985)
- Wave-Lox (1985)
- The Voice Of Trees (1985)
- NICHE / NOURISH / NICHE-XONs (1988)
- A Portrait Of Petlura On The Day He Was Killed {Lyrrest} (1989)
- It Was Revealed Unto Us That Man Is The Centre Of The Universe (1993)
- Swallows (1994)
- Vocalizes and Antiphons (1991–1994)
- Beyond Romance (2010)
- The Self-Luminous Way (2011)
- Windmills für zwei Klaviere (2013)
- Corollaries (2013)
- Three Solo Pieces (2013)
- Evertina (2014)
- illirion. Melnyk plays Melnyk (Sony, 2016)
- Fallen Trees (2018) (Erased Tapes Records)